# Cessna CH-1
«Сессна-CH-1 Скайхук» \ YH-41 «Сенека» (англ. Cessna CH-1 Skyhook (позначення для цивільного ринку) \ YH-41 Seneca (військове)) — єдиний вертоліт компанії Cessna. Розробка і виробництво — 1953-1962. Вертоліт був запропонований в двадцяти моделях, з яких близько п'яти військового призначення (продані південноамериканським країнам у рамках програми військово-технічної допомоги), решта — вертольоти цивільної авіації. Було вироблено близько 50 вертольотів.

## Розробка
Підприємство Cessna Aircraft Company в 1952 купила компанію Seibel Helicopter Company в Вічита, Канзас. До цього моменту підприємство вже розробило прототип вертольота Seibel S-4B. На його основі була розпочата розробка вертольота Cessna. Перший двомісний прототип виконав політ в 1954. У 1955 вертоліт CH-1 отримав сертифікат типу CAA-3H10. Потім машина була перероблена в чотиримісну модифікацію CH-1A, сертифікат типу на неї отримано в 1956.

## Конструкція

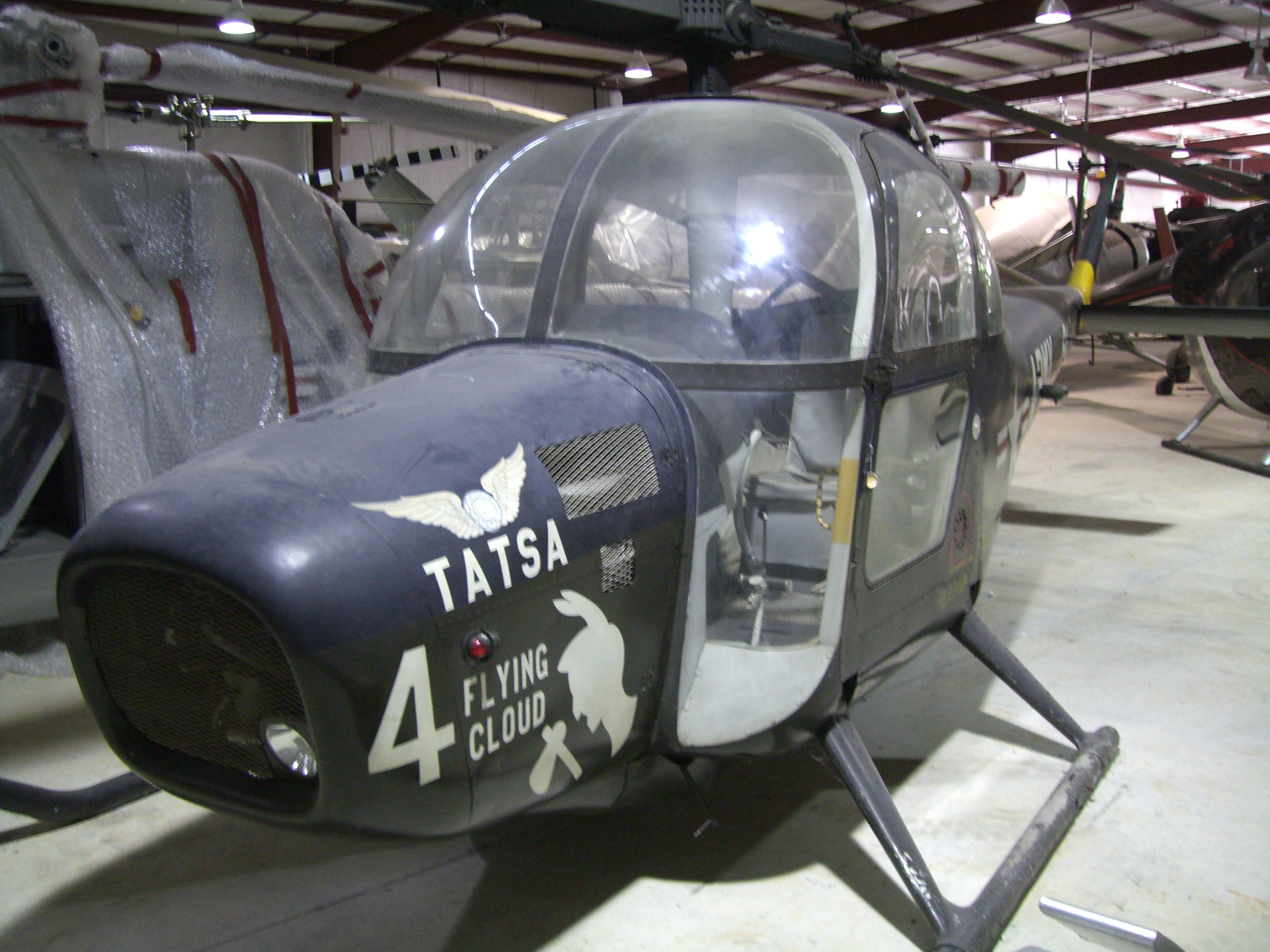
Cessna YH-41

Двигун вертольота розташовувався попереду, що забезпечило вигідне розміщення центру тяжіння машини і спростило доступ для обслуговування. Фюзеляж — полумонокок багато в чому нагадував фюзеляжі літаків Cessna. Несучий гвинт — дволопатевий, кріплення лопатей до втулки — L-образні шарніри. Двигун — поршневий 4-х циліндровий Continental FSO-470 потужністю 260 к.с., оснащений турбонаддувом (на ряді модифікацій встановлювалися інші двигуни).

## Експлуатація
Всього випущено близько 50 машин. Частина з них була придбана армією, державними організаціями і ВПС різних країн: армія США — 10 вертольотів для оціночних випробувань, уряд США — 15, ВПС Еквадору — 4, армія Ірану — 5. Інші машини продані приватним власникам.
На цьому вертольоті встановлено ряд рекордів. CH-1A був першим вертольотом, що приземлився на горі Pikes Peak, висота 4300 м, 15 вересня 1955, вертоліт CH-1B з двигуном FSO-526-2X встановив офіційний світовий рекорд висоти FAI для вертольотів — 29 777 футів — 28 грудня 1957. На 2011 рік цей рекорд висоти для поршневих вертольотів не перевершений.

## Технічні характеристики
Екіпаж: 1-2
Місткість: 4, включаючи екіпаж
Діаметр несучого гвинта: 11 м
Висота 2.6
Площа під несучим гвинтом: 89.4 m²
Вага (порожній): 940 кг
Вага (злітна): 1,400 кг
Силова установка: 1 × ПД Continental FSO-526, рядний, 6-циліндровий, з турбонаддувом, потужність — 270 к.с.